# Метод Адамса
Ме́тод А́дамса — конечноразностный многошаговый метод численного интегрирования обыкновенных дифференциальных уравнений первого порядка. В отличие от метода Рунге-Кутты использует для вычисления очередного значения искомого решения не одно, а несколько значений, которые уже вычислены в предыдущих точках.
Назван по имени предложившего его в 1855 году английского астронома Джона К. Адамса.

## Определение
Пусть дана система дифференциальных уравнений первого порядка
{\displaystyle y'=f(x,y)}
{\displaystyle y(x_{0})=y_{0}},
для которой надо найти решение на сетке с постоянным шагом {\displaystyle x_{n}-x_{0}=nh}. Расчётные формулы метода Адамса для решения этой системы имеют вид:
a) экстраполяционные — метод Адамса-Башфорта
{\displaystyle y_{n+1}=y_{n}+h\sum _{\lambda =0}^{k}{u_{-\lambda }f(x_{n-\lambda },y_{n-\lambda })}},

б) интерполяционные или неявные — метод Адамса-Мультона
{\displaystyle y_{n+1}=y_{n}+h\sum _{\lambda =-1}^{k-1}{v_{-\lambda }f(x_{n-\lambda },y_{n-\lambda })}},
где {\displaystyle u_{-\lambda },v_{-\lambda }} — некоторые вычисляемые постоянные.
При одном и том же {\displaystyle k} формула б) точнее, но требует решения нелинейной системы уравнений для нахождения значения {\displaystyle y_{n+1}}. На практике находят приближение из а), а затем приводят одно или несколько уточнений по формуле
{\displaystyle y_{n+1}^{(i+1)}=y_{n}+h\sum _{\lambda =0}^{k-1}{v_{-\lambda }f(x_{n-\lambda },y_{n-\lambda })}+hv_{1}f(x_{n+1},y_{n+1}^{(i)})}.

## Свойства
Методы Адамса {\displaystyle k}-го порядка требуют предварительного вычисления решения в {\displaystyle k} начальных точках. Для вычисления начальных значений обычно используют одношаговые методы, например, 4-стадийный метод Рунге — Кутты 4-го порядка точности.
Локальная погрешность методов Адамса {\displaystyle k}-го порядка — {\displaystyle O(h^{k})}. Структура погрешности метода Адамса такова, что погрешность остаётся ограниченной или растёт очень медленно в случае асимптотически устойчивых решений уравнения. Это позволяет использовать этот метод для отыскания устойчивых периодических решений, в частности, для расчёта движения небесных тел.

## Методы Адамса — Мультона
Неявные методы Адамса — Мультона
{\displaystyle y_{n}=y_{n-1}+hf(t_{n},y_{n})}, (неявный метод Эйлера)
{\displaystyle {\begin{aligned}y_{n+1}&=y_{n}+{\frac {1}{2}}h\left(f(t_{n+1},y_{n+1})+f(t_{n},y_{n})\right),\\y_{n+2}&=y_{n+1}+h\left({\frac {5}{12}}f(t_{n+2},y_{n+2})+{\frac {2}{3}}f(t_{n+1},y_{n+1})-{\frac {1}{12}}f(t_{n},y_{n})\right),\\y_{n+3}&=y_{n+2}+h\left({\frac {3}{8}}f(t_{n+3},y_{n+3})+{\frac {19}{24}}f(t_{n+2},y_{n+2})-{\frac {5}{24}}f(t_{n+1},y_{n+1})+{\frac {1}{24}}f(t_{n},y_{n})\right),\\y_{n+4}&=y_{n+3}+h\left({\frac {251}{720}}f(t_{n+4},y_{n+4})+{\frac {646}{720}}f(t_{n+3},y_{n+3})-{\frac {264}{720}}f(t_{n+2},y_{n+2})+{\frac {106}{720}}f(t_{n+1},y_{n+1})-{\frac {19}{720}}f(t_{n},y_{n})\right).\end{aligned}}}